# Sedna (mitologia)
En la mitologia inuit, Sedna és la deessa del mar i dels animals marins. Era un ésser hostil als homes i té una estatura gegantina. Estava condemnada a viure en les fredes profunditats de l'oceà Àrtic. Dels seus dits van néixer les morses.
Sedna és coneguda com Arnakuagsak a parts de Groenlàndia. Es diu Sassuma Arnaa («Mare de les profunditats») en groenlandès occidental i Nerrivik («Taula», Inuktun) o Nuliajuk (Districte de Keewatin, Territoris del Nord-oest, Canadà). De vegades és coneguda amb altres noms per diferents grups inuit com ara Arnapkapfaaluk («gran dona dolenta») dels Inuit de coure de l'àrea del Golf de la Coronació i Takánakapsâluk o Takannaaluk (Igloolik). A Killiniq, a l'estat de Labrador, se l'anomenava «dona vella que viu almar».

## Reconeixement
Michael Brown (Caltech), Chad Trujillo de l'Observatori Gemini i David Rabinowitz de la Universitat Yale van descobrir el 2003 un objecte transneptunià al qual van donar el nom de Sedna en honor d'aquesta deessa.